# Gumersindo Sainz López de Barrera
Gumersindo Sáinz (López de) Barrera, (n. Orduña (Vizcaya), 12 de enero de 1853 - f. Madrid, 24 de diciembre de 1912 ?), joyero diamantista español.
Su padre Agustín Pedro Sainz Castillo, (Vitoria 28/08/1814, Orduña 08/03/1867) y abuelo, Braulio Sáenz Ybañez (Alagón (Zaragoza) ¿1780?, Vitoria 13/09/1827) eran orfebres y plateros.

## Historia y obra expuesta
En Madrid tenía su joyería en la calle de Carretas, número 39, realizando trabajos relevantes de orfebrería para la Casa Real española, Palacio Real de Madrid y lugares de culto religioso como la Basílica de Nuestra Señora de Begoña.

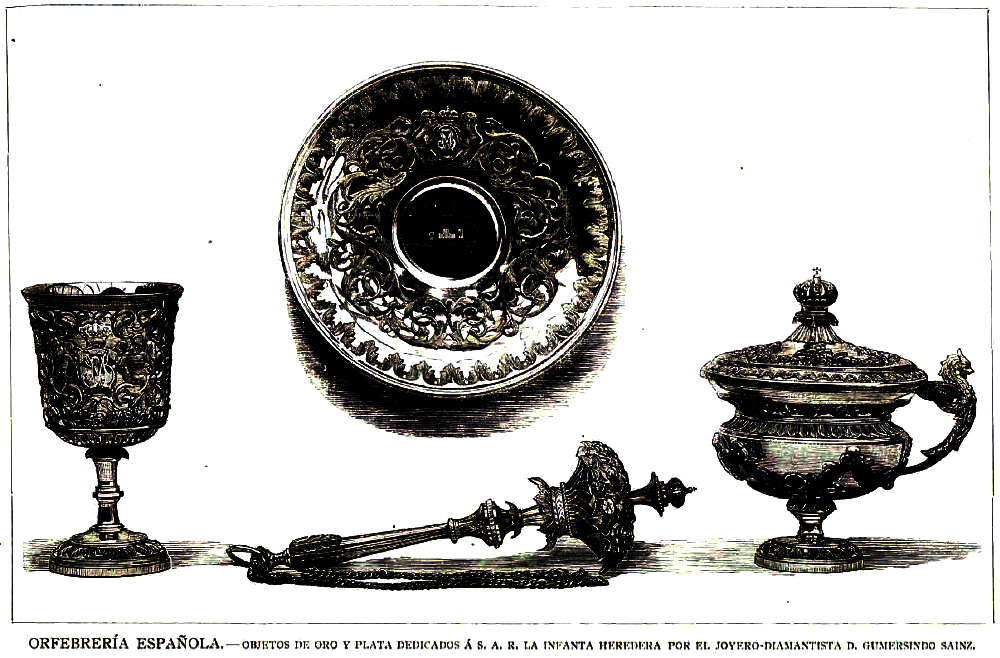
OBJECTS OF GOLD AND SILVER DEDICATED TO S. A. R. INFANTA MARIA DE LAS MERCEDES, THE HEIRESS, BY JEWELRY D. Gumersindo Sainz Lopez de Barrera

El grabado representa varios objetos de un bello y artístico servicio que el conocido joyero-diamantista de esta corte D. Gumersindo Sainz y Barrera ha tenido el honor de dedicar a S. A. R. la Infanta heredera María de las Mercedes de Borbón y Habsburgo-Lorena.  Dicho juego consta de una linda taza (12 cent de altura), con tapadera y plato (15 cent, de diámetro), servicio de cubiertos, y un lindísimo sonajero (20 cent, de longitud); todos los objetos son de oro y plata, labrados y cincelados delicadamente en los acreditados talleres del donante (calle de Carretas, 39), y el dibujo y los adornos corresponden, por su estilo, á la época del Renacimiento artístico en España.
SS. MM. los Reyes, Alfonso XII de España y María Cristina de Habsburgo-Lorena, que se dignaron recibir en audiencia particular al Sr. Sainz, hicieron merecidos elogios de su trabajo, el cual, además de su valor intrínseco, basta para formar la reputación de un artista, y dieron a éste señaladas pruebas de que aceptaban con gusto su desinteresado obsequio.  El difícil arte de la Orfebrería, que llegó en nuestra patria al más alto grado de perfección en los siglos XVI y XVII, bajo los Arfe, los Alvear y los Valdivielso, tiene también ilustrados representantes en la presente época.
Este servicio puede verse en el Palacio Real de Madrid.

## Matrimonios
Casado en primeras nupcias, en Vitoria, el 4 de febrero de 1875, con Jacoba Elguea Noarbe, natural de Vitoria. Al enviudar, se trasladó a Madrid donde casó en segundas nupcias con María de los Dolores Patricia Morales de Castilla Serna, natural de Pamplona.